# Mikkel Duelund
Mikkel Duelund (* 29. Juni 1997 in Arhus) ist ein dänischer Fußballspieler. Der Mittelfeldspieler steht aktuell in seiner Geburtsstadt bei Aarhus GF unter Vertrag.

## Karriere

### Verein
Aus der eigenen Nachwuchsabteilung stammend war Duelund seit dem 1. Januar 2015 fester Bestandteil der ersten Mannschaft des FC Midtjylland. Sein Ligadebüt gab der offensive Mittelfeldspieler am 21. März 2015 beim Ligaspiel gegen Hobro IK, als er in der 78. Spielminute eingewechselt wurde. Es folgten in der Saison 2014/15 sechs weitere Einsätze in der höchsten dänischen Spielklasse, der Superliga, ehe Duelund und der FC Midtjylland am Ende der Saison zum ersten Mal in der Vereinsgeschichte dänischer Fußball-Meister wurden.
In der darauffolgenden UEFA-Champions-League-Qualifikation wurde Duelund in der 2. Runde gegen Lincoln Red Imps FC aus Gibraltar im Laufe der zweiten Halbzeit eingewechselt und traf in der 89. Spielminute zum 2:0-Endstand und erzielte dabei seinen ersten Europapokaltreffer.
In der Superliga-Saison 2015/16 kam Duelund bereits am 2. Spieltag beim Spiel gegen SønderjyskE Fodbold zu seinem ersten Ligatreffer und absolvierte in der Hinrunde 11 von 18 möglichen Ligaspielen. Der beidfüßige Däne, der auch auf den Außenbahnen eingesetzt wird, trug beim FC Midtjylland die Rückennummer 22. Zudem qualifizierte sich Duelund mit dem Verein für die UEFA Europa League und überstand dort die Gruppenphase. In der Rückrunde traf der FC Midtjylland im Sechzehntelfinale auf Manchester United und schied trotz eines 2:1-Hinspielsieges aus. In der Saison 2017/18 wurde Duelund mit dem Verein erneut dänischer Meister.
Ende August 2018 wechselte er in die Ukraine zu Dynamo Kiew und unterschrieb einen Fünfjahresvertrag. Dort kam er jedoch nur sporadisch zum Einsatz und fiel lange Zeit verletzt aus. Mit der Mannschaft wurde er in der Saison 2020/21 ukrainischer Meister und, wie zuvor auch schon 2020, ukrainischer Pokalsieger. 
Im Sommer 2021 wechselte er auf Leihbasis zum niederländischen Erstliga-Aufsteiger NEC Nijmegen bis zum Saisonende auf 22 Einsätze in der Liga kam. Aufgrund des Russischen Überfalls auf die Ukraine machte er im Sommer 2022 von einer Option der FIFA Gebrauch, seinen Vertrag in Kiew auszusetzen, woraufhin die Leihe nach Nijmegen zunächst um ein weiteres Jahr verlängert wurde. Nach bis dahin 15 weiteren Ligaspielen mit der Mannschaft wurde der Leihvertrag Ende Januar 2023 vorzeitig aufgelöst und Duelund stattdessen zum dänischen Aarhus GF verliehen. Zum 1. Juli 2024 verpflichtete Aarhus ihn fest.

### Nationalmannschaft
Mikkel Duelund durchlief zwischen 2012 und 2019 die Jugendnationalmannschaften seines Landes ab der U16. Ab 2016 spielte er zuletzt in der dänischen U21-Auswahl und nahm mit ihr an den U21-Europameisterschaften 2017 sowie 2019 teil.

## Titel und Erfolge
- Dänischer Meister: 2015, 2018
- Ukrainischer Meister: 2021
- Ukrainischer Pokalsieger: 2020, 2021
- Ukrainischer Supercupsieger: 2019, 2020